# کارلوس کاندیت
کارلوس کاندیت (انگلیسی: Carlos Condit؛ زادهٔ ۲۶ آوریل ۱۹۸۴) ورزشکار هنرهای رزمی ترکیبی اهل ایالات متحده آمریکا است. وی بین سال‌های ۲۰۰۲ تا ۲۰۲۱ میلادی فعالیت می‌کرد.